# IC 411
IC 411 је лентикуларна галаксија у сазвјежђу Зец која се налази на листи објеката дубоког неба у Индекс каталогу.
Деклинација објекта је - 25° 19' 28" а ректасцензија 5h 20m 18,5s. Привидна величина (магнитуда) објекта IC 411 износи 13,1 а фотографска магнитуда 14,1. IC 411 је још познат и под ознакама ESO 486-56, MCG -4-13-11, PGC 17130.